# Sex Talk
Sex Talk è un singolo della rapper statunitense Megan Thee Stallion, pubblicato il 22 marzo 2019 come primo estratto dal primo mixtape Fever.

## Classifiche
| Classifica (2020) | Posizione massima |
| ----------------- | ----------------- |
| Argentina         | 66                |